# Buza (okręg Kluż)
Buza (węg. Búza) – wieś w Rumunii, w okręgu Kluż, w gminie Buza. W 2011 roku liczyła 1115 mieszkańców.